# دهستان درپهن
دهستان درپهن، یکی از دهستان‌های بخش سندرک شهرستان میناب در استان هرمزگان ایران است. مرکز این دهستان، روستای درپهن است.

## جمعیت
بر پایه سرشماری عمومی نفوس و مسکن در سال ۱۳۹۵، جمعیت دهستان درپهن برابر با ۷٬۵۳۷ نفر بوده‌است.